# 윤진열
윤진열(1989년 2월 1일 ~ )은 춘천문화방송의 아나운서이다.

## 주요경력
- 2016년 2월 ~ 2017년 6월 온케이웨더 기상캐스터

- 2017년 2월 ~ 2017년 6월 한국경제TV 외신캐스터

- 2017년 7월 ~ 춘천문화방송 아나운서

## 현재 진행 프로그램
- MBC 뉴스투데이 강원
- 930 MBC 뉴스 강원

## 과거 진행 프로그램
- MBC 뉴스데스크 강원 (2017년 7월 ~ 2018년 3월)
- MBC 뉴스포커스 춘천 (2017년 7월 ~ 2018년 3월)
- 정오의 희망곡 강원 (2018년 ~ 2021년 12월)
- 별이 빛나는 밤에 춘천 (2019년 9월 ~ 2021년 8월)